# ژرار هولیه
ژرار هولیه (به انگلیسی: Gérard Houllier) (زادهٔ ۳ سپتامبر ۱۹۴۷ – درگذشته ۱۴ دسامبر ۲۰۲۰) مربی فرانسوی بود. باشگاه‌های بزرگی که هولیه سابقه فعالیت در آن‌ها را داشت عبارتند از لیون، لن و لیورپول. هولیه با لیورپول به افتخارت بزرگی نظیر قهرمانی در جام اتحادیه، جام حذفی و جام یوفا در سال ۲۰۰۱ دست یافت.
پس از لیورپول او به فرانسه رفت و هدایت تیم المپیک لیون فرانسه را پذیرفت. قبل از اعلام استعفای او در ۲۵ می ۲۰۰۷ او برای دو فصل عهده‌دار هدایت المپیک لیون بود.
سپس او در سال ۲۰۱۰ به لیگ انگلستان بازگشت و در سپتامبر همین سال او هدایت تیم آستون ویلا را پذیرفت. هولیه به دلیل مشکلات قلبی و بستری شدن‌های پیاپی در بیمارستان، در ژوئن سال ۲۰۱۱ از هدایت این تیم نیز کناره‌گیری کرد.
از دیگر فعالیت‌های او می‌توان به دستیاری برای امه ژاکه در جام جهانی سال ۱۹۹۸ و عضویت در کمیتهٔ فینال‌های جام جهانی در سال‌های ۲۰۰۲ و ۲۰۰۶ و داشتن سمت مدیر فنی فدراسیون فوتبال فرانسه در اواخر سال ۲۰۱۰ اشاره کرد.
از ژوئیه سال ۲۰۱۲ هولیه در سمت رئیس جهانی تیم‌های فوتبال رد بول قرار گرفت. او همچنین عهده‌دار ریاست آکادمی تیم اترشی رد بول سالزبورگ، رد بولز نیویورک آمریکا، رد بول برزیل و رد بول غنا بود.

## دوران مربیگری

### دوران ابتدایی
هولیه در دانشگاه لیل و در رشته زبان انگلیسی درس می‌خواند اما مریضی شدید پدرش او را وادار کرد تا پس از یک سال درس خواندن مشغول به کار شود و به صورت پاره وقت مدرک دانشگاهی اش را بگیرد. او در سال ۱۹۶۹ برای دریافت مدرکش به عنوان دستیار در مدرسه آلسوپ شهر لیورپول مشغول به کار شد. در آنجا بود که نخستین بار بازی لیورپول را مشاهده کرد. هولیه هم‌زمان در تیم فوتبال آلسوپ نیز بازی می‌کرد ولی با این حال هیچ‌گاه بازیکن بزرگی نشد.

### فرانسه
هولیه به عنوان مربی تیم نوجوانان به آراس نقل مکان کرد و بعدها مربیگری تیم نلمنس را پذیرفت. تیمی که در آن موفق به دریافت جایزه پیشرفت در طی دو دوره پیاپی از انجمن MOTI شد و همین موضوع موجب سفر او به تیم لن در سال ۱۹۸۲ شد. او قبل از رفتن به تیم پاری سن ژرمن با تیم لن موفق به صعود به مرحله گروهی جام یوفا شد و سپس لن را به مقصد پاریس ترک کرد. او در سال ۱۹۸۵ به پاری سن ژرمن پوست و با این تیم در همان فصل در لیگ فرانسه قهرمان شد.
هولیه در سال ۱۹۸۸ مدیر فنی و دستیار سرمربی تیم ملی فرانسه تحت هدایت میشل پلاتینی شد. او در سال ۱۹۹۲ سرمربی تیم ملی فرانسه شد اما در نوامبر سال بعد پس از ناکام ماندن فرانسه برای صعود به مراحل نهایی جام جهانی ۱۹۹۴ از سمت خود استعفاء داد.
در اکتبر سال ۲۰۱۱ کتاب جدیدی منتشر شد به نام اسرار مربیان. در این کتاب هولیه به خاطر شکست ۲–۱ مقابل بلغارستان در مسابقات مرحله انتخابی جام جهانی ۱۹۹۴ مورد سرزنش قرار گرفته بود؛ این شکست مانع از صعود فرانسه به مرحله نهایی شد.
سرانجام در سال ۱۹۹۸ فرانسه موفق شد که قهرمان جام جهانی شود و از هولیه به خاطر کمک‌های شایانی که کرده بود به نیکی یاد شد.
او در زمان شکست فرانسه در دور گروهی جام جهانی ۲۰۱۰ آفریقای جنوبی مدیر فنی فدراسیون فوتبال فرانسه بود. هولیه در پی آن شکست‌های فرانسه در این مرحله شروع به انتقاد از سرمربی تیم ملی فرانسه یعنی ریموند دومنک کرد؛ زیرا اعتقاد داشت که او روش‌های غیر متعارفی در پیش گرفته بود.
در پی آن شکست‌ها و موج انتقاداتی که علیه ریاست فدراسیون بالا گرفته بود و همه خواستار برکناری یا استعفای او بودند، هولیه با رئیس فدراسیون فوتبال فرانسه تماس داشت و به او گفته بود که نباید از سمت خود استعفاء بدهد بلکه باید در سمت خود باقی بماند و با قدرت به کار خود ادامه دهد.

### لیورپول
در ژوئیه ۱۹۹۸ هولیه همراه روی اوانس برای کار در تیم کادر فنی لیورپول دعوت شد. تاکتیک‌های روی اوانس جواب مثبتی برای تیم نداشت در نتیجه در ماه نوامبر در پی شکست ۳–۱ لیورپول در برابر تاتنهام در جام اتحادیه، روی اوانس برکنار شد. با این شکست لیورپول از جریان رقابت‌های جام اتحادیه کنار رفت. قبل از حذف شدن از جام اتحادیه این تیم با قبول شکست برابر سلتاویگو از جریان رقابت‌های جام یوفا نیز کنار رفته بود. با برکناری اوانس، هولیه این وظیفه سنگین را بر عهده گرفت و کاری که باید انجام می‌داد این بود که نظم کافی و لازم را طی یک برنامه ۵ ساله به تیم بازگرداند. در پی این برنامه، در تابستان ۱۹۹۹ بازیکنانی از جمله پل اینس، دیوید جیمز، راب جونز و استیو هارکنس همگی به فروش رسیدند. همچنین بازکنانی از قبیل سامی هوپیا، ولادیمیر اسمیچر، دیتمارهامان، تیتی کامارا، اریک میر، جیمی توره، استفان هنچوز و ساندر وسترولد همگی به تیم پیوستند. همچنین تمامی تجهیزات تمرینی ملوود مورد بازرسی و نگهداری قرار گرفت.
نوسازی تیم در سال ۲۰۰۲ ادامه یافت؛ زمانی که با پیوستن مارکوس بابل، نیک بارمبی و امیل هسکی و خروج بازیکنانی مثل براد فریدل و دیوید تامسون نتیجه رضایت بخشی در فصل ۲۰۰۰–۰۱ حاصل شد. در آن فصل لیورپول موفق شد لیگ را با رتبه سوم به پایان برساند و قهرمان جام اتحادیه و جام حذفی و جام یوفا شود. همچنین در اوت ۲۰۰۱ لیورپول موفق شد با شکست منچستر یونایتد قهرمان جام خیریه شود و بایرن مونیخ را در سوپرجام اروپا شکست دهد.
در اکتبر سال ۲۰۰۱ در جریان بازی لیورپول با لیدز یونایتد در چارچوب بازی‌های لیگ جزیره، هولیه به دلیل شرایط قلبی در بین دو نیمه به بیمارستان منتقل شد. پس از انتقال هولیه به بیمارستان، تیم لیورپول با هدایت سرپرست خود به کار خود ادامه داد؛ و در انتها لیگ را با جایگاه دوم به پایان رساند که بهترین رکورد هولیه در لیگ برتر بود. هولیه بعد از ۵ ماه بستری بودن در بیمارستان سرانجام به تیم بازگشت و دوباره هدایت تیم را برعهده گرفت و به کار خود ادامه داد.
در فصل ۲۰۰۲–۰۳ لیورپول تحت هدایت هولیه لیگ را با جایگاه پنجم به پایان رساند و در نتیجه برای کسب سهمیه برای لیگ قهرمانان ناکام ماند.منتقدین به دلیل خریدهای نا موفق هولیه در سال ۲۰۰۲ او را مورد سرزنش قرار دادند. خریدهای از قبیل ال حاجی دیوف و برونو چیرو که با قیمت‌های قابل توجی به تیم اضافه شده بودند؛ منتقدان از عدم موفقیت در کسب سهمیه لیگ قهرمانان با وجود هزینهٔ قابل توجهی که برای جذب بازیکنان کرده بود و به خاطر آنچه که به عنوان تاکتیک‌های یک بعدی و غیر جذاب فوتبال از آن یاد می‌شد از هولیه انتقاد می‌کردند.
ضعف در سیاست‌های اجرایی در آکادمی و در بین جوانان و همچنین عدم حمایت از جانب هواداران، هولیه را به سمت خروج از لیورپول هدایت کرد. تا سرانجام در ۲۴ می ۲۰۰۴ از لیورپول جدا شد و رافائل بنیتز سرمربی تیم والنسیا جایگزین او شد.
در یک کنفرانس خبری در جریان خروج هولیه از لیورپول، ژرار هولیه گفت: «اگر آن‌ها بخواهند به دوران پر افتخار دهه‌های ۷۰ و ۸۰ برگردند، می‌توانند این کار را انجام دهند ولی نه با من.» و بلافاصله محل کنفرانس را ترک کرد.

### سیاست جوانان
بخش عمده‌ای از سیاست جوانان هولیه درآوردن استعدادهایی که فوتبال فرانسه ارائه داده بود خلاصه می‌شد. از آنجا که او قبل از پیوستنش به لیورپول رئیس توسعه و پیشرفت فنی فوتبال فرانسه بود، با استعدادهای جوان در فوتبال این کشور آشنایی داشت. آخرین خرید هولیه، جبرئیل سیسه بود که زمانی به لیورپول پیوست که هولیه از لیورپول رفته بود. سیسه به دلیل شکستگی پا بیشتر فصل را از دست داد. با این وجود در فصل ۲۰۰۵–۰۶ با به ثمر رساندن ۱۹ گل در تمام مسابقات به دومین گلزن برتر لیورپول تبدیل شد. ۶ گل در مرحله انتخابی لیگ قهرمانان، ۲ گل در سوپر کاپ اروپا، ۹ گل در لیگ برتر و گل اول لیورپول در جریان پیروزی و قهرمانی لیورپول در جام حذفی از جمله این گل‌ها بود.
سرانجام در فصل ۰۷–۲۰۰۶ سیسه به المپیک مارسی قرض داده شد و به این ترتیب همه بازیکنان فرانسوی که هولیه به لیورپول آورده بود، آنفیلد را ترک کردند.

### لیون
در می سال ۲۰۰۵، هولیه با قراردادی دوساله به عنوان سرمربی تیم قهرمان لیگ ۱ فرانسه آغاز به کار کرد. لیون به تازگی چهارمین قهرمانی پی در پی خود در لیگ را به دست آورده بود و هولیه استخدام شده بود تا این افتخارات را به سطح اروپا ارتقاء دهد. با وجود ادامه تسلط لیون بر لیگ ۱ فرانسه، لیون در جریان مسابقات لیگ قهرمانان در مرحله یک چهارم نهایی سال ۲۰۰۵–۰۶ برابر آث میلان شکست خورد و از دور رقابت‌ها کنار رفت.
در آوریل ۲۰۰۷، بعد از آنکه تولوز از رنس شکست خورد، لیون با هولیه ششمین قهرمانی پی در پی خود در لیگ یک فرانسه را به دست آورد.
در انتهای فصل ۲۰۰۶–۰۷ همکاری هولیه و لیون به پایان رسید. در این زمان در وبسایت رسمی باشگاه لیون خبری منتشر شد مبنی بر این که هولیه درخواست کرده تا در آخرین فصل قرارداد خود باشگاه را ترک کند؛ این درخواست از جانب رئیس باشگاه لیون مورد موافقت قرار گرفت. هولیه پس از این ماجرا اعلام کرد که بعد از حضور در لیون به مدت دوسال، هم‌اکنون نیاز به استراحت دارد.

### استون ویلا
در ۸ سپتامبر ۲۰۱۰ پس از استعفای مارتین اونیل باشگاه استون ویلا اعلام کرد هولیه رو به عنوان سرمربی تمام وقت خود استخدام کرده‌است.
در اولین کنفرانس مطبوعاتی هولیه مشخص شد که هنوز قرارداد همکاری با او امضاء نشده و او به دلیل تعهداتی که با فدراسیون فوتبال فرانسه دارد نمی‌تواند هدایت این تیم را تا روزهای آتی بر عهده بگیرد.
در ۱۵ سپتامبر هولیه رسماً برای اولین بار هدایت تیم استون ویلا را در دیداری در جریان مسابقات لیگ کاپ در روز ۲۲ سپتامبر و در برابر بلکبرن بر عهده گرفت. سرانجام استون ویلا بازی را ۳–۱ به سود خود به پایان رساند و به دور بعد راه یافت.
در روز ۱۸ سپتامبر ۲۰۱۰ مشخص شد که گری مک آلیستر پذیرفته‌است تا زیر نظر هولیه به عنوان دستیار کار کند.
دو روز بعد از برتری سه بر یک برابر بلکبرن، هولیه قراردادی ۳ ساله با این تیم انگلیسی امضاء کرد. هرچند شروع کار هولیه ثابت کرد که او کار سختی در این تیم انگلیسی خواهد داشت.
شروع هولیه برای این تیم انگلیسی بسیار بد بود به‌طوری‌که مصدومیت بازیکنان کلیدی مانند امیل هسکی، استیلیان پتروف و گابریل آگبلاهور، باعث شد استون ویلا از ۱۰ بازی ابتدایی خود در لیگ تنها یک بازی را با پیروزی پشت سر بگذارد.
هولیه برای بیرون کشیدن تیم خود از این بحران تصمیم گرفت تا هافبک سابق آرسنال، رابرت پیرس ۳۷ ساله را در ازای انتقالی آزاد به تیم خود اضافه کند.
این بحران تا جایی ادامه داشت که در ژانویه سال ۲۰۱۱ تیم استون ویلا تنها ۲۱ امتیاز از ۲۰ بازی لیگ برتر کسب کرده بود. همچنین آن‌ها در ماه قبل در برابر حریف خود بیرمنگام در جریان مسابقات لیگ کاپ شکست خورده و از دور رقابت‌ها کنار رفته بودند.
در ۵ ژانویه ۲۰۱۱ استون ویلا در خانه ساندرلند ۱–۰ شکست خورد و این شکست باعث شد تا استون ویلا در رده ۱۸ جدول و در معرض سقوط قرار بگیرد که این اولین باری بعد از سال ۲۰۰۲ بود که آن‌ها در خطر سقوط قرارداشتند. این نتایج موجب شد تا هولیه مورد غضب هوادارن قرار بگیرد و هوادارن شعار «تو تا صبح اخراج خواهی شد» را سر بدهند.
هولیه در تلاش برای تقویت دفاع خود، کایل واکر را از تاتنهام با قراردادی قرضی به خدمت گرفت و این خریدها با امضای قراردادی با بازیکنانی از تیم سابق خود یعنی لیون ادامه یافت و با نتایجی خوبی از جمله شکست دادن ۱–۰ منچستر سیتی همراه شد که موجب گشت تیم را تا رده ۱۲هم جدول بالا بیاید.
اما اوایل ماه مارس، استون ویلا با قبول شکست برابر منچستر سیتی از دور رقابت‌های جام حذفی کنار رفت. با این نتیجه هولیه تصمیم گرفت تا در بازی‌های بعدی به تعدادی از بازیکنان اصلی تیم استراحت دهد که این حرکت مورد انتقاد هواداران و رسانه‌ها قرار گرفت.
در ۱۹ مارس در جریان یک بازی در لیگ برتر که استون ویلا در مقابل رقیب محلی خود ولورهمپتون قرار داشتریال شعاری از جانب هواداران داده می‌شد که «به اندازه کافی به او وقت داده شد، هولیه را بیرون کنید»
در جریان آن بازی استون ویلا ۱–۰ مقابل این تیم شکست خورد. این اولین پیروزی ولورهمپتون برابر استون ویلا پس از ۳۱ سال بود و هواداران این تیم بار دیگر شروع به حملاتی علیه هولیه کردند و یک صدا شعار می‌دادند که «ما می‌خواهیم که هولیه را بیرون کنید» و «شما نمی‌دانید که چه کار می‌کنید»
در ۲۰ آوریل، هولیه به دلیل یک بیماری شبانه به بیمارستان منتقل شد. بر طبق شنیده‌ها، شرایط او به گونه‌ای نبود که بتواند استون ویلا را در جریان تمرینات و بازی‌های لیگ همراهی کند.
در نبود هولیه، گری مک آلیستر تمام وظایف او را بر عهده گرفت. سرانجام در ۱ ژوئن ژرار هولیه با رضایت طرفین از سرمربیگری استون ویلا کناره‌گیری کرد.

## مرگ
ژرارد هولیه سالها از بیماری قلبی و عروقی رنج می‌برد  تا جایی که  به شغل مربی گری او هم آسیب زده بود که از آن جمله می‌توان به دوران حضور هولیه در استون ویلا اشاره کرد. هولیه سر انجام  در ۲۰ دسامبر ۲۰۲۰ به دلیل همین بیماری درگذشت.